# Oderbruch (Fernsehserie)
Oderbruch ist eine achtteilige deutsche Mystery-Krimiserie von Arend Remmers, Adolfo Kolmerer und Christian Alvart. Die Hauptrollen sind mit Karoline Schuch, Felix Kramer, Lucas Gregorowicz und Julius Gause besetzt. Beim Filmfest München, wo die Serie für den Bernd Burgemeister Fernsehpreis nominiert war, wurden am 28. Juni 2023 die ersten beiden Folgen uraufgeführt. Die reguläre Erstausstrahlung erfolgte ab dem 19. Januar 2024 mit der zeitgleichen Veröffentlichung aller acht Teile in der ARD Mediathek und auf Das Erste.

## Handlung
Das Oderbruch an der deutsch-polnischen Grenze wird zum Schauplatz einer Mordserie. In der Nähe des fiktiven Dorfes Krewlow wird auf einem Feld ein Berg von Leichen und Tierkadavern gefunden, die laut der Obduktion aus Morden stammen, die über mehrere Jahrzehnte zurückreichen. Den Körpern wurde das Blut entnommen. Die Anwohner schweigen oder verhalten sich merkwürdig. Der deutsche Kommissar Roland Voit soll die Untersuchungen an der Seite des polnischen Kriminalpolizisten Stanisław Zajak unterstützen. Ebenso ermittelt Voits ehemalige Kollegin und Jugendliebe Magdalena „Maggie“ Kring aus privatem Interesse. Ihr Bruder Kai kam angeblich als 17-Jähriger beim Oderhochwasser 1997 ums Leben, doch sie hegt Zweifel, dass er tatsächlich damals gestorben ist. Maggie sieht in Adrian Demko, ihrem Freund aus Kindertagen, und ihrer gemeinsamen Vergangenheit den Schlüssel zu den Oderbruch-Serienmorden. Seit einem verheerenden Unfall beim Spielen mit Munition aus dem Zweiten Weltkrieg (Schlacht um die Seelower Höhen), mit der das Oderbruch übersät ist, ist Adrian Demko querschnittsgelähmt. Verdächtig machen sich auch ihre betagten Eltern, Rolands Vater, der psychisch kranke Waffennarr „Pulver-Paul“ und Adrians Pfleger Marek sowie die Betreiber eines seltsamen Internats jenseits der Grenze, wo polnische Schüler regelmäßig Blut spenden müssen. Die Vergangenheit wird durch Rückblenden erzählt. Nach und nach muss Maggie erkennen, dass Krewlow und das Oderbruch von Vampiren heimgesucht werden und dass ihre Eltern, ihr Bruder Kai und auch sie selbst zu ihnen gehören.

## Besetzung
| Rolle                       | Schauspieler                                              | Episoden | Rollenbeschreibung                                                                                   |
| --------------------------- | --------------------------------------------------------- | -------- | --- |
| Magdalena „Maggie“ Kring    | Karoline Schuch, Alix Heyblom (Jugendliche)               | 1–8      | ehemalige Polizistin; Jugendliebe von Kriminalkommissar Roland Voit                                  |
| Roland Voit                 | Felix Kramer, Maximilian Ehrenreich (Jugendlicher)        | 1–8      | deutscher Kriminalkommissar; ermittelt zusammen mit Stanisław Zajak                                  |
| Stanisław Zajak             | Lucas Gregorowicz                                         | 1–8      | polnischer Kripobeamter; ermittelt zusammen mit Roland Voit                                          |
| Kai Kring                   | Julius Gause (Jugendlicher), Edgar Emil Garde (Kind)      | 1–8      | Bruder von Magdalena „Maggie“ Kring; starb vermeintlich als 17-Jähriger bei Oderflutkatastrophe 1997 |
| Adrian Demko                | Jan Krauter, Oskar von Schönfels (Jugendlicher)           | 1–8      | Jugendfreund von Magdalena „Maggie“ Kring; querschnittsgelähmt nach Explosion                        |
| Justus Voit                 | Winfried Glatzeder, Robert Glatzeder (in jüngeren Jahren) | 1–8      | Vater des deutschen Kriminalkommissars Roland Voit                                                   |
| Marek Gorski                | Adrian Topol                                              | 1–8      | polnischer Pfleger und Haushaltshilfe von Adrian Demko                                               |
| Arthur Kring                | Volkmar Kleinert, Stefan Weinert (in jüngeren Jahren)     | 1–8      | Ehemann von Minna Kring und Vater von Magdalena „Maggie“ und Kai Kring                               |
| Minna Kring                 | Bettina Wegner, Uta Janietz (in jüngeren Jahren)          | 1–8      | Ehefrau von Arthur Kring und Mutter von Magdalena „Maggie“ und Kai Kring                             |
| Ilona                       | Nicola Magdalena Lüders                                   | 1–8      | polnische Internatsschülerin                                                                         |
| Paul Möbius („Pulver-Paul“) | André Hennicke, Lion-Russell Baumann (in jüngeren Jahren) | 1–8      | Waffennarr und Eigenbrötler                                                                          |

## Episodenliste
| Nr. | Originaltitel   | Erstausstrahlung DE | Zuschauer | Marktanteil |
| --- | --------------- | ------------------- | --------- | ----------- |
| 1   | Alte Geister    | 19. Jan. 2024       | N.N.      | N.N.        |
| 2   | Pulver          | 19. Jan. 2024       | N.N.      | N.N.        |
| 3   | Blindgänger     | 20. Jan. 2024       | N.N.      | N.N.        |
| 4   | Flut            | 20. Jan. 2024       | N.N.      | N.N.        |
| 5   | Blutlinie       | 26. Jan. 2024       | N.N.      | N.N.        |
| 6   | Der große Jäger | 26. Jan. 2024       | N.N.      | N.N.        |
| 7   | Narben          | 27. Jan. 2024       | N.N.      | N.N.        |
| 8   | Wolf und Schaf  | 27. Jan. 2024       | N.N.      | N.N.        |

## Produktion und Drehorte
Anders als der Titel der Serie vermuten lässt, wurde die Serie nicht in der Region Oderbruch in Brandenburg gedreht. Die Dreharbeiten für die Serie fanden vom 17. März 2022 bis zum 21. Juli 2022 an 78 Drehtagen in Görlitz und Umgebung und in den Regionen Danzig und Breslau in Polen statt. Mehrfach in der Serie zu sehende Drehorte waren u. a. das Krematorium in Görlitz und das Schloss Spree als polnisches Internat. Die „Containerstadt“ um den am Anfang gefundenen Leichenberg wurde im Mai 2022 auf einer Lichtung in Stary Węgliniec (Ortsteil der Gemeinde Węgliniec) in Polen errichtet.
Entgegen der Darstellung in der Serie gab es in Deutschland beim Oderhochwasser 1997 keine Todesopfer, allerdings kamen in Polen 54 und in Tschechien 20 Menschen ums Leben.

## Kritik
In einem Interview mit der Märkischen Oderzeitung (MOZ) begründete der Produzent Siegfried Kamml im Mai 2022 die Entscheidung gegen das reale Oderbruch als Drehort damit, dass es sich um eine abgelegene Gegend handele, in der es viele Naturschutzgebiete gebe und seltene Vögel, die genau in der Drehzeit brüten würden. Die Anfahrt dauere ewig, die Unterbringung für ein großes Team wie ihres sei schwierig und logistisch fast unmöglich. Dem widersprachen ein Kommunalpolitiker, eine Tourismusbeauftragte und ein Historiker aus dem Oderbruch nach Ausstrahlung der Serie im Februar 2024, ebenfalls gegenüber der MOZ, und übten weitergehende Kritik. Der Bürgermeister von Golzow, Frank Schütz, sagte, er glaube nicht, dass die Filmemacher jemals richtig im Oderbruch gewesen seien. Es sei nur der Name Oderbruch benutzt worden, „ohne eine regionale Teilhabe zu bedenken“. Die für den Dreh notwendigen Übernachtungsmöglichkeiten und Gastronomie hätte es in Golzow, Neuhardenberg oder Letschin gegeben, so Schütz weiter. Auch mit dem Bürgermeister von Letschin, Michael Böttcher, habe man sich vor Drehstart nicht in Verbindung gesetzt, so die Zeitung. Es sei schade, dass sich die Produzenten gegen das Oderbruch als Drehort entschieden hätten. Die Verantwortlichen hätten keinen Versuch unternommen, sich in der Region Rat zu holen, so Helke Baltz, Vorsitzende des Tourismusbeirats Lebuser Land und selbst Producerin und TV-Redakteurin. Der Historiker und Lokalpolitiker Reinhard Schmook aus Bad Freienwalde äußerte die Vermutung, „dass einer der am Drehbuch Beteiligten möglicherweise eine ganz schlechte Meinung vom Oderbruch, keine Ahnung von den landschaftstypischen Besonderheiten der Region und jede Menge Vorurteile“ habe. Die Serie habe mit dem Oderbruch und den dort lebenden Menschen nichts zu tun. Die Bezüge zur Landschaft seien so beliebig, dass man das Werk auch „Sauerland“, „Ordensbruch“ oder „Griese Gegend“ hätte nennen können, so Schmook.
Bei tittelbach.tv gibt Martina Kalweit der Serie fünf von sechs möglichen Sternen und lobt die Interaktion der verschiedenen Zeitebenen, die schauspielerischen Leistungen sowie die Darstellung einer „vergessenen Gegend“: „Ruinen [werden] als gefährliches Terrain in Szene [gesetzt], auf dem Jäger und Gejagte, Kommissare und Verdächtige einander begegnen und bekämpfen. Dazwischen: menschleeres Land, triefende Böden und karge Birkenhaine, die niemandem eine Zuflucht sind.“
Bei Quotenmeter.de kritisiert Marc Schneider neben der „unglaublichen Schwermütigkeit“ der Figuren und den „grimmig aufgesagten“ Dialogen auch den zu langsamen Gang der Handlung. Die Produktion und die Schauspieler blieben farb- und leblos. Die Kameraarbeit sei hochwertig, die Tonabmischung aber misslungen, mit zum Teil akustisch unverständlichen Dialogen.
Patrick Heidmann von der taz erinnerte die Wortkargheit und die düstere Stimmung an das Genre Nordic Noir, bevor die Serie „in das übernatürliche Mystery-Narrativ abbiegt“. Er lobt, „dass sich eine öffentlich-rechtliche Produktion überhaupt ein solches Genre-Experiment traut“, und findet die Serie stimmig, hochwertig umgesetzt und packend.
Für Heike Hupertz von der FAZ ist Oderbruch eine „Ausnahmeserie“ mit einer langen, 5-jährigen Entwicklungszeit, einem großen Cast und vielen Schauplätzen, und insgesamt ein „gigantisches Historienhorrorepos, das sich in Konkurrenz zu Netflix sehen lassen kann“. Beeindruckend seien „zahlreiche Erzählbögen, Aufdeckungen, Wendungen, lässiger Umgang mit dem Verbleib mancher Nebenfiguren, die für die Geschichte in späteren Folgen nicht mehr von Belang sind, das erzählerische Streifen mehrerer Jahrhunderte“. Auch die Leistung der Schauspieler wird positiv bewertet.